# NGC 3268
NGC 3268 és una galàxia el·líptica en la constel·lació de la Màquina Pneumàtica. És un membre del cúmul de la mateixa, que es troba a uns 40,7 megaparsecs (137,7 milions d'anys llum) de distància.